# 대한항공
대한항공(大韓航空, 영어: Korean Airlines CO., LTD., KAL)은 대한민국 국적의 항공사이며, 항공 동맹체인 스카이팀의 창립 항공사로 인천국제공항, 김해국제공항과 김포국제공항을 허브 공항으로 두고 있다.

## 회사
대한항공은 대한민국의 운송 전문 기업집단인 한진그룹 계열이며, 1969년 민영화와 함께 계열로 편입됐다. 코스피 상장 기업(한국: 003490)이며, 2023년 현재 회사 규모는 시가총액 8조 4,507억 정도다.
대한민국의 최대 규모 항공사이자 국내 항공사들 중 유일하게 일등석을 운영하는 항공사다. 2020년 기준 44개국 127개 도시에 항공망을 연결하고 있으며, 또한 세계 3대 항공 동맹체 가운데 하나인 스카이팀의 창립 멤버로 델타 항공, 에어 프랑스, 아에로멕시코 등과 함께 동맹의 창립을 주도했다. 스카이팀 소속 항공사 가운데 대한항공의 영향력은 큰 편이며, 특히 동아시아 지역에서 그 위상이 매우 높은 편이다.
또한 2008년 국내외에서 저비용 항공사의 수요가 늘어나면서 진에어를 설립하였으며 현재 아시아나항공과 인수합병을 진행 중이다.

## 역사

### 초창기
1929년, 신용욱이 조선비행학교를 설립함으로써 태동하였다. 이후 조선비행학교는 1936년 10월에 조선항공사업사로 명칭을 바꾸면서 정기 운항을 시작하였다. 해방 이후 조선항공사업사는 미 군정의 허가를 받아 1946년 3월 1일 대한국민항공(영어: Korea National Airlines)(1948년 10월까지는 대한국제항공사)로 이름을 바꾸고 영업을 재개하였다. 그러나 수요 급감과 환율 상승으로 인한 운영상의 어려움, 신용욱의 투신자살로 도산 위기에 처했으나 1962년 대한민국 정부가 출자하여 대한국민항공을 인수, 대한항공공사(大韓航空公社)를 설립하였다. 그러나 부채와 누적 적자가 무려 27억 원에 달하는 등 만성적인 경영난에 시달리게 되어 민영화를 추진하게 됐고, 1969년 3월 1일, 인천 거점의 운송전문 기업인 한진상사에서 대한항공공사의 부채를 떠안는 조건으로 14억 5,300만 원에 인수하는 동시에 민영화되어 현재의 대한항공으로 발족했다. 당시 대한항공공사는 제트기로는 DC-9기 1대, 프로펠러기로는 당시로서는 노후한 DC-3기 2대, DC-4기 1대, F-27기 2대, FC-27 2대로 총 8대를 보유하고 있었다. 민영화 초기, 노후 항공기 처분 계획과 전 노선 제트기 운영화를 목적으로 프로펠러기를 모두 처분하려 했으나 노후 항공기였던 DC-3 4기와 FC-27기만 퇴역하였으며, F-27기의 경우 오히려 3대 더 도입하여 국내선에 투입하였다. 또한 국내선과 단거리용으로 일본에서 YS-11기를 도입하여 1976년까지 국내선과 단거리 국제선에 운영하였다.

### 성장기
1969년에 민영화된 대한항공은 보잉 720 항공기를 도입하여 단거리 국제선 노선에 투입, 제트기 시대를 열었다. 보잉 707 항공기는 1970년까지 대한항공의 유일한 제트기로서 역할을 해냈으며 같은 해 최초로 국제선 노선을 취항하였다. 또한 이 기간 동안에 대한항공은 3대의 보잉 707 화물기를 도입해 수익 창출을 다각화하였다. 1971년에는 보잉 707을 도입함으로써, 1972년까지 보잉 727 항공기와 단 1대의 보잉 707 항공기로 노선 전역을 커버하였다. 1971년 3월 26일에는 새로운 항공협정을 통해 호놀룰루와 로스앤젤레스의 운항권을 획득하였고 이 노선은 현재까지도 대한항공의 주력 노선으로 운항하고 있으며, 편명대는 KE0** 번대로 운항한다. 이 노선의 효과적 운용을 위해 당시 사장이었던 조중훈은 보잉 747 도입을 결정하여 1972년 10월 18일에 보잉 747-2B5(B5는 대한항공에서 도입하는 보잉사의 항공기의 고객코드이다.)의 도입을 확정 지었다. 그리고 1973년 5월 2일에 보잉 747-2B5B(HL7410) 융비호 항공기를 도입했다.

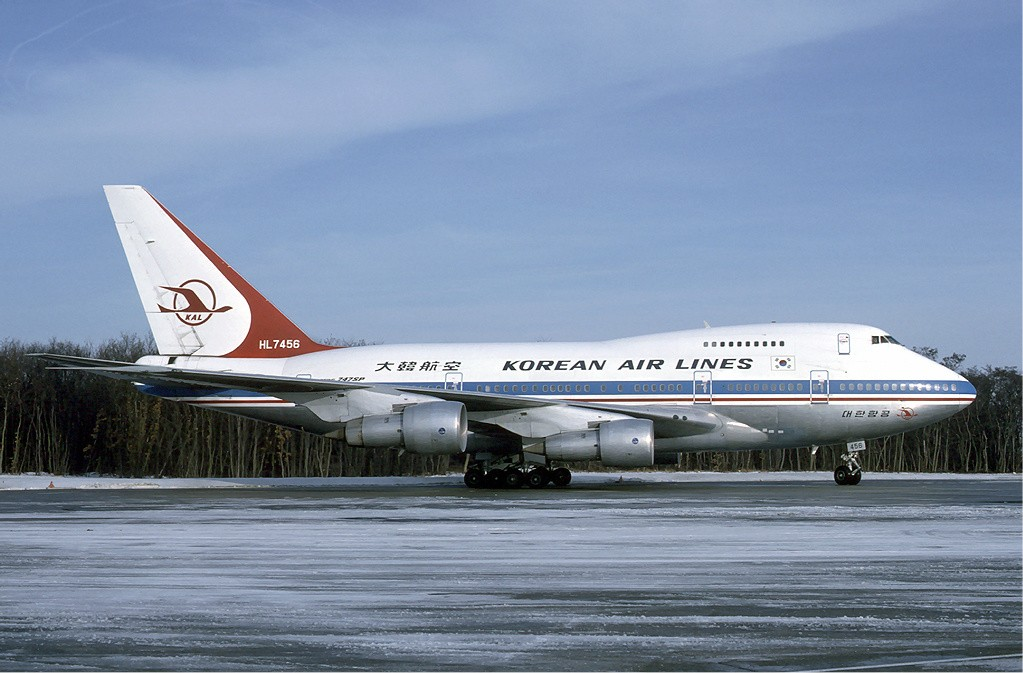
퇴역한 대한항공의 보잉 747SP 구도색

미주 노선이 안정화되면서 대한항공은 유럽 노선 개척에 힘을 썼다. 이를 위해 엑조세 미사일 도입건과 함께 체결된 에어버스 여객기의 패키지 주문에 따라 A300 항공기를 유럽 이외 지역에서 아시아 국가 중 최초로 발주했으며 적극적인 영업 활동을 하면서 화물 노선에 취항 후 여객 노선에 취항하였다. 미주 노선과 마찬가지로 당시 국제 정서상 소련 영공을 통과하지 못해 거꾸로 미국 알래스카주의 테드 스티븐스 앵커리지 국제공항에서 중간 기착 및 급유를 마친 후 다시 운항하였으며, 앵커리지에서 북극을 통해 영국, 프랑스 등을 연결하였다. 앵커리지로 가는 항공편마저도 북한, 소련 영공을 우회하기 위해 일본 도호쿠 지방(야마가타현, 미야기현) 방향으로 우회하여 운항하였다. 조중훈 전 회장은 에어버스 여객기의 유럽 외 지역의 판로를 개척했다는 공로로 1990년 프랑스 정부로부터 레지옹 도뇌르 훈장 중 2등급인 그랑도피시에를 받는다.

### 중반기
1980년 초에 새 항공기 CI를 위한 공모를 하였으나 적절한 작품을 찾지 못한 뒤 보잉과 공동으로 작업한 하늘색 바탕의 은색띠 그리고 볼드체의 영문 KOREAN AIR와 대한민국의 전통 태극무늬와 추진적인 프로펠러 이미지를 합친 새 CI를 구상하였다. 새로운 CI는 한글과 한자로 된 부분이 현저하게 줄었는데, 이는 대한항공의 인지도 상승을 위함이었다. 이 새로운 CI는 1984년 3월 1일에 적용되었고 신규 CI는 같은 년도에 도입된 포커 28 항공기와 보잉 747-300B부터 적용되어 점차 확대, 적용되었다.
한편, 1977년 3월 같은 그룹(한진그룹) 학원인 인하대학교가 야구부를 창단하자 이들 대학선수를 처음 배출하는 1981년 실업팀을 창단할 예정이었으나 같은 해 말 프로야구의 출범 때문에 좌절됐으며 이외에도 1984년 프로축구단으로 전향시켰지만 대한축구협회의 주먹구구식 행정에 불만이 쌓였던 박태준 회장이 국가대표팀 차출 중이었던 최순호와 박경훈의 소속팀 복귀를 대한축구협회가 승낙하였다가 이에 번복하자 이를 계기로 폭발하여 1984년 시즌 개막을 이틀 앞둔 3월 28일 슈퍼리그 참가 철회와 구단 해체를 결정한 포항제철 축구단의 해체설 당시 인수 물망에 검토됐다.

### 현대
1987년 2월 27일, 기존의 맥도넬더글러스 DC-10 항공기를 대체하기 위해 맥도넬더글러스 MD-11의 계약을 체결하였다. 그러나 맥도넬더글러스 MD-11의 계약성능 미달 문제와 당시 보잉과 맥도넬더글러스의 합병으로 이 항공기의 유지비가 오를 것으로 전망되어 2003년에 전량 퇴역하였는데 퇴역하기 직전에 이 기종은 대부분 화물기로 개조되어 운항하였다. 또한 맥도넬더글러스 MD-11은 여러 가지 사건과 사고가 있었는데 그 중 대표적인 2가지는 2002년에 시드니 국제공항에서 콴타스 항공 소속 지상조업자의 부주의로 일어난 사고와 상하이 홍차오 국제공항에서 실속으로 추락한 사고였다.
1997년부터 보잉 777과 에어버스 A330을 도입하기 시작해 기존 맥도넬더글러스 MD-11의 공백으로 생긴 200석에서 300석 규모의 장거리 기체를 보완하기 시작했다. 2000년에 스카이팀에 창립 회원사로 가입하였으며 보잉 777이 도입되면서 구형 보잉 747-400 여객기는 화물기로 개조되었으며
2007년에 저비용 항공사가 늘어 나면서 자체 저비용 항공사를 설립하기로 하였고 이름은 진에어로 확정되어 현재 11개 도시에 운영 중이며, 2010년에 블리자드게임 회사와 협력 하면서 보잉 747-400기와 보잉 737-900기에 스타크래프트 2 CI를 적용했다. 에어버스 A220-300, 에어버스 A380-800, 보잉 787-9, 보잉 747-8I, 보잉 777-300ER을 도입하고 있다. 특히 에어버스 A380-800는 첫 운행 당시(HL7611) 인천국제공항발 나리타 국제공항 노선에 투입되어 예약률이 92%로 도달했으며 에어버스 A220-300 항공기 경우 보잉 737과 같은 비행기로 프랑스 에어쇼에서 20대 옵션을 포함한 10대를 도입하기로 결정됐다.
2011년, 뉴 엔터테인먼트 프로그램을 사용하는 AVOD를 장착한 보잉 737-900ER을 새로 2대 도입하였으며 추가 도입한 보잉 737-900ER 4대와 보잉 737-800 10대에 AVOD를 장착하여 도입하였다.

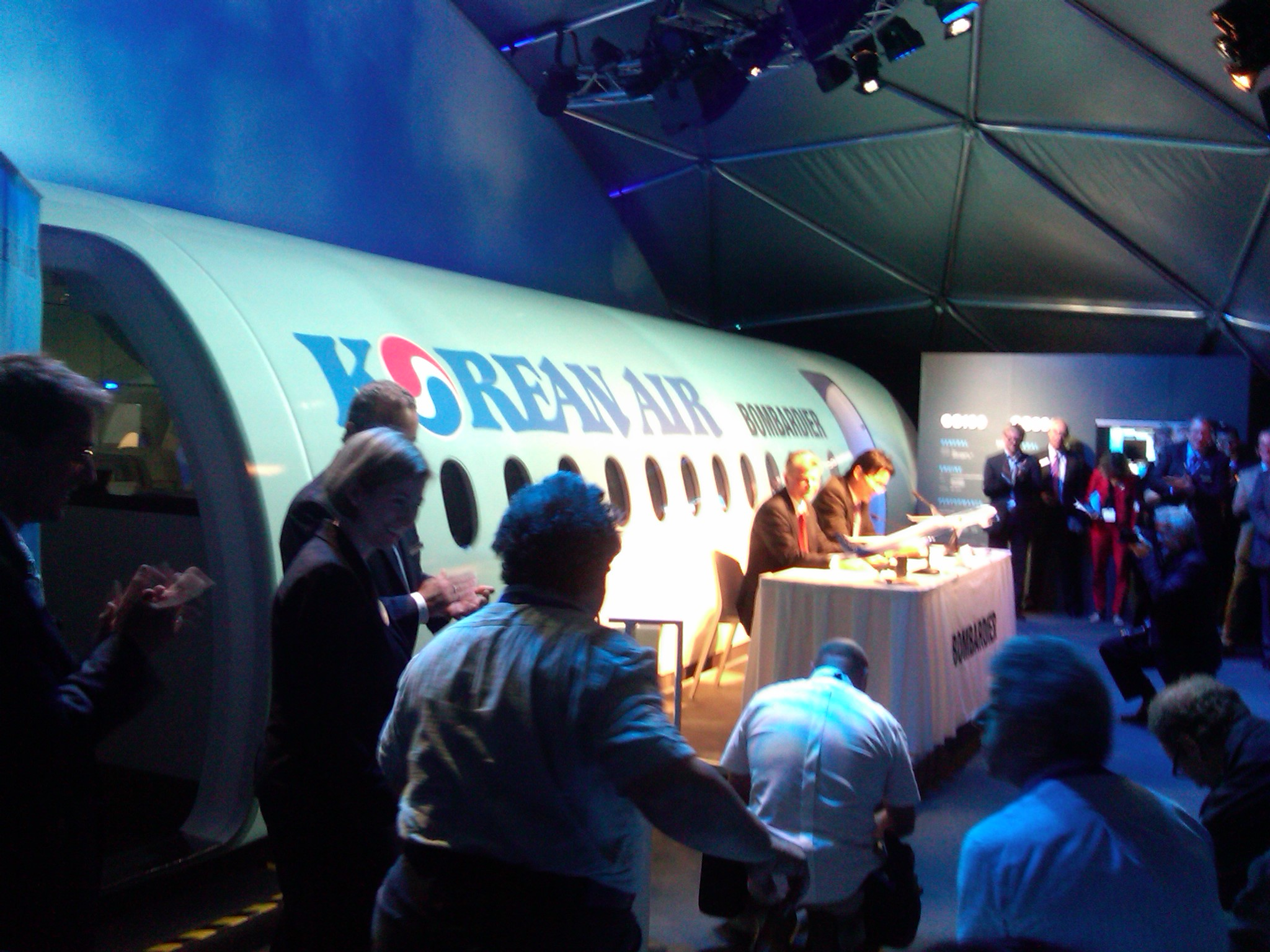
대한항공이 프랑스 에어쇼에서 A220-300을 주문하기로 하였다.

2011년에 에어버스 A220-300을 10대 주문하였고 같은 해 페루 리마로 가는 부정기 항공편을 운항하여 브라질 이외의 남미 국가를 운항하는 최초의 항공사가 되었다. 또한 2012년에 동아시아 최초로 케냐의 나이로비 논스톱 직항편을 신설하였고, 11월부터는 15년만에 사우디아라비아의 리야드 ~ 제다에도 정기 여객편을 투입하였다. 하지만 석유 가격의 하락으로 리야드 ~ 제다 노선은 무기한 단항하게 되었고 에볼라 바이러스의 여파로 나이로비 노선은 휴항하였다가 2015년 7월에 완전히 단항되었다.

2013년 4월 10일 국영항공사인 체코항공의 지본 44%를 인수하여 체코항공의 2대 주주가 되었다, 8월 1일에는 투자사업 부문을 주식회사 한진칼로 분할하였으며, 12월 19일 대한항공은 재무구조 개선을 위해 현재 800%에 달하는 부채율을 400%대까지 줄이기 위해 S-oil지분 3,000만 주를 매각하고 연비효율이 좋지 않은 보잉 747-400, 보잉 777-200ER 항공기 15대를 매각하기로 하였다. 2013년 12월 10일 체코항공의 1대주주로 승격되었다.
2017년 2월 24일에는 첫번째 보잉 787-9를 인도받았으며 6월 24일, 델타 항공과 조인트 벤처 협정을 타결하였다. 6월 28일에는 기내에서 음주, 폭행이나 폭언 등으로 항공 안전을 방해하는 승객을 대상으로 일정 기간 또는 영구히 탑승을 거부하는 제도인 노플라이 제도, 일명 'KE 노플라이' 제도를 국내 항공사 최초로 도입했다. 탑승 거부 대상은 신체 접촉을 수반한 폭력 행위, 성추행 등 성적 수치심이나 혐오감을 야기하는 행위, 지속적인 업무 방해 등 형사처벌 대상 행위의 전력이 있는 승객이다. 12월 25일에는 아시아 국가로서는 첫번째로 에어버스 A220-300을 인도받았다.
2018년 1월 18일 인천국제공항 제2여객터미널 개장에 따라 기존 제1터미널에서 제2터미널로 이전하였으며 1월 20일, 에어버스 A220-300 운항이 본격적으로 시작되었고 2월 5일 세계적인 항공화물 IT 서비스 업체 IBS와 차세대 항공화물시스템 ‘iCargo’ 도입 계약을 체결했다. 2018년 2월 15일부터 미국행 탑승객을 대상으로 출국 인터뷰 실시 등 탑승보안절차를 강화하였다.
2020년, 2월 14일, 다양한 승객들의 수요 충족을 위하여 기내 엔터테인먼트 시스템의 영상 콘텐츠를 대폭 보강함과 동시에 편리한 이용을 위해 업그레이드 하였다. 60여편이 제공되는 영화를 연내 400여편으로 늘이고, 할리우드 고전 영화 및 어린이 영화, 중국 영화, 일본 영화, 한국 고전 영화를 추가하였고, 3월부터 인도 영화를 추가한다. 또한, 단편물 콘텐츠인 드라마, 다큐멘터리를 비롯한 9개 장르 80여편의 프로그램을 9월부터 약 260편까지 추가할 예정이다. 같은 해 8월 25일, 대한항공은 자금 확보의 계획으로 한앤컴퍼니와 기내식사업부, 면세사업부에 대한 매각을 9,906억원 규모대로 체결하였다. 11월 29일, 추가 자금확보를 위해 자회사인 왕산레저개발 역시 매각하기로 하였으며 약 1,300억원에 매각될 예정이다.
2020년 11월 17일 대한민국 국토교통부는 대한항공의 아시아나항공 인수를 공식 확정하였으며 아시아나항공의 채권단인 한국산업은행이 대한항공 모회사인 한진칼에 5,000억원을 투입하고, 3,000억원 규모의 교환사채를 인수해 한진칼이 대한항공의 2조 5,000억원 유상증자에 참여하고 대한항공은 총 1조 8,000억원을 들여 아시아나항공의 신주(1조 5,000억원)와 영구채(3,000억원)를 인수해 지분 63.9%을 취득하는 방안으로 그 이후 장기적으로 아시아나항공과 통합을 발표했다.
같은 해 12월 10일, 대한항공은 세계적인 항공 서비스 컨설팅 기관인 스카이트랙스로부터 5성급 항공사로 선정되었는데 좌석 편안함, 다채로운 AVOD 서비스, 다양한 기내식 및 와인 구성도 등 대한항공만의 차별화된 서비스가 평가의 주요 요인으로 평가되었다.
지난 2019년, 코로나19 팬데믹에 따라 항공 여객수요가 감소함에도 불구하고 대한항공은 항공화물수요 증가의 흐름에 따라 여객기의 좌석을 탈거, 화물 수송기로 운행하는 등 다양한 항공 화물 수송전략을 펼친 결과 4,000억원의 영업이익을 기록하였다. 2022년 새로운 유니폼을 공개한다고 선언하였으며, 신기종인 에어버스 A321neo기종의 좌석도 새롭게 탈바꿈 하였다.

## 운항 노선

### 코드쉐어 협정
- 대한항공은 스카이팀, 원월드 및 기타 다른 항공사들과도 코드쉐어 협정을 맺고 있다. 2024년 10월 기준으로 대한항공과 코드쉐어 및 마일리지 공유를 실시 중인 항공사는 다음과 같다.[38]

| - KLM (스카이팀) - GOL 항공 - ITA 항공 (2025년 10월 25일 종료) - LATAM 브라질 - LATAM 칠레 - LATAM 페루 - MIAT 몽골 항공 - 가루다 인도네시아 항공 (스카이팀) - 델타 항공 (스카이팀) | - 로열 브루나이 항공 - 말레이시아 항공 (원월드) - 미얀마 국제항공 - 버진 애틀랜틱 (스카이팀) - 베트남 항공 (스카이팀) - 사우디아 항공 (스카이팀) - 상하이 항공 (스카이팀) - 샤먼 항공 (스카이팀) - 스리랑카 항공 (원월드) | - 아메리칸 항공 (원월드) - 아르헨티나 항공 (스카이팀) - 아에로멕시코 (스카이팀) - 알래스카 항공 (원월드) - 에미레이트 항공 - 에어 유로파 (스카이팀) - 에어 타히티 누이 - 에어 프랑스 (스카이팀) - 에티하드 항공 | - 웨스트 제트 - 우즈베키스탄 항공 - 일본항공 (원월드) - 중국남방항공 - 중국동방항공 (스카이팀) - 중화항공 (스카이팀) - 진에어 (자회사) - 케냐 항공 (스카이팀) - 하와이안 항공 | - 하이난 항공 |  |

### 인터라인 협정
- 인터라인 협정은 복수의 항공사가 각각 운항하는 노선을 하나의 티켓에 연계 판매하는 제휴 형태의 협정으로 2023년 1월 기준으로 대한항공과 인터라인 협정을 체결한 항공사는 다음과 같다.

| - 에어발틱 - 에어 아스타나 - 제트블루 항공 |

### 조인트 벤처
- 2017년 6월 대한항공과 델타 항공은 조인트 벤처를 위한 정식 협정에 조인하고, 같은해 7월 국토교통부와 미 교통부에 각각 인가신청을 했다. 11월 17일, 미 교통부는 조인트 벤처 시행에 대한 최종 승인을 받았으며 이를 통해 태평양 노선에서의 공동운항 확대를 통한 경쟁력 강화, 아시아와 미국 시장에서 공동 판매 및 마케팅 확대, 인천공항 제2여객터미널을 포함한 허브 공항에서의 시설 공동이용을 통해 승객 수하물 연결 등 일원화된 서비스 제공, 마일리지 서비스 혜택 강화, 여객기 화물 공간을 이용한 태평양 노선 항공화물 협력 강화 등을 시행할 수 있다. 또한 조인트 벤처를 통해 소비자 편의성을 한층 더 강화, "인천공항을 동북아 핵심 허브공항으로 성장시킬 것" 이라며 “환승 수요 확대 및 국내 항공산업 경쟁력 강화에도 큰 기여를 할 수 있다라고 하였다.[49] 하지만 그동안 허가를 받지 못하여 무산위기에 처하였으나 마침내 2018년 3월 29일, 국토교통부의 최종 승인을 받았고[50], 2018년 5월 1일 대한항공과 델타 항공의 태평양노선 조인트 벤처가 실행되었다..

| - 델타 항공 (스카이팀) |

## 기내 서비스

### 기내식

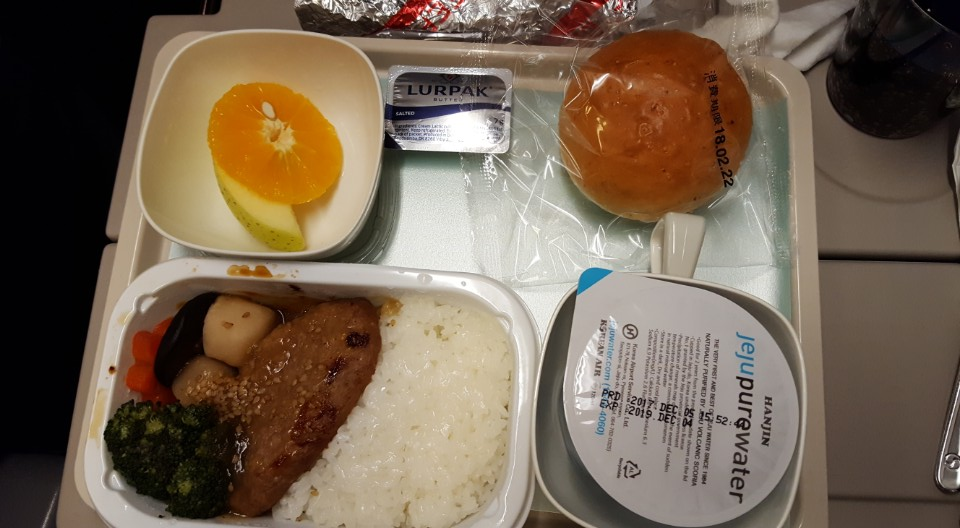
대한항공 도쿄(나리타)-인천 기내식

기내식으로는 한식과 양식이 주를 이룬다. 비빔밥이 일반석 기내식의 대표적인 음식이며 이외에도 새로 도입한 낙지덮밥, 낙지소면과 기존메뉴인 저칼로리 국수, 매운 닭스튜, 한식해물찜 등이 있다 특별기내식으로는 해물식, 과일식, 저염식, 당뇨식, 채식주의자식, 이슬람식, 힌두교식 등 20가지가 넘는 다양한 특별기내식에다, 어린이 기내식도 있으며 모두 인터넷으로 예약이 가능하다. 한때는 허니문 여행 및 생일을 기념하기 위해 케이크하고 샴페인 서비스도 제공하였지만, 수익성이 떨어지는 바람에 2019년 7월 1일 부로 본 서비스는 폐지되었다. 스낵으로는 라면을 먹을 수 있었지만 잦은 난기류로 인해 이코노미석에서는 제공하지 않고 있다.  
퍼스트 클래스
특선 메뉴로 제주도산 쇠고기와 닭고기 메뉴인 '제동 등심구이', '제동갈비', '제동 닭요리', '제동 삼계백숙'이 제공되었다. 현재는 한식 메뉴로 비빔밥, 도토리 묵밥, 메밀 비빔국수, 쌈밥, 고등어 조림 등이 제공된다. 메뉴는 전채, 주요리, 반찬, 후식 코스별로 제공된다. 와인으로는 프랑스 보르도, 부르고뉴, 알자스 지역의 특급 와인을 중심으로 하되, 노선에 따라 미국 캘리포니아, 이탈리아, 독일산 와인도 병행하여 제공한다.
프레스티지 클래스
일반 메뉴로 비빔밥, 고등어조림, 쌈밥, 도토리 묵밥, 메밀 비빔국수 등이 제공된다. 일등석하고 마찬가지로 와인으로는 프랑스 보르도, 론, 알자스 지역의 프리미엄 와인을 기본으로 서비스하되, 노선에 따라 캘리포니아, 이탈리아, 독일, 캐나다, 호주, 뉴질랜드, 칠레 와인도 병행하여 제공한다.
이코노미 클래스
일반 메뉴로 비빔밥, 쌈밥, 도토리 묵밥, 비빔국수, 곤드레밥 등 한식을 주로 서비스하되, 여행 목적지를 감안해 양식, 중식, 일식 등도 병행하여 제공한다. 장거리 비행에서는 주먹밥, 컵라면, 바나나, 머핀 등의 스낵을 제공한다. 프랑스, 칠레, 오스트레일리아 등지에서 생산된 와인과 세계 각지의 맥주도 주류 서비스로 제공된다.
특별 기내식
건강(각종 질병 및 특정 식품에 대한 알레르기 등), 종교, 연령 등의 이유로 정규 기내식을 못먹는 승객을 위해 제공되며, 항공기 출발 24시간 전까지 서비스센터로 전화 요청 또는 홈페이지를 통해 신청한 사람에 한하여 탑승후 제공된다.
특별 기내식에는 유아식 및 아동식(Baby Meal), 야채식(동양, 인도, 서양 채식), 식사조절식(저지방, 저자극, 당뇨식), 종교식(이슬람, 힌두교, 유대교식), 기타 특별식(해산물, 과일, 알러지 제한식)등이 있다.

### 엔터테인먼트
스카이 프로그램
개인용 모니터로 제공되는 주문형 프로그램. 리모컨 또는 터치 스크린을 이용해 원하는 영화와 영상물, 음악을 이용할 수 있다.
기내 무선 AVOD 서비스
A220-300 항공기 도입을 시작으로 개인 휴대 기기로 기내 와이파이에 접속하여 대한항공의 다양한 AVOD를 탑승하는 승객에게 제공되는 서비스. 개인 휴대 기기로 기내 와이파이에 접속하여 무료 기내 엔터테인먼트를 이용할 수 있다. 탑승 후 "KAL Wi-Fi'" 에 접속하면 이용할 수 있다.

### 기내지 및 편의시설
엔터테인먼트 잡지 "비욘드(Beyond)"하고 기내지인 "모닝캄(Morning Calm)"을 매월 발행하며 좌석 앞자리에 각 1부씩 비치하고 있었으나, 비욘드는 2020년 5월, 모닝캄은 6월 부로 발행이 일시 중단되었지만 현재 "모닝캄(Morning Calm)"은 다시 발행하고 있다.

## 좌석 구분

### 일등석
대한항공의 일등석은 네 종류가 있으며, "코스모 스위트 2.0", "코스모 스위트", "코스모 슬리퍼 시트(코쿤형 좌석)"으로 구분된다. "코스모 스위트 2.0"시트는 "슬리퍼 시트"는 미늘창(Louver)으로 된 슬라이딩 도어를 적용하여 안에서는 밖을 볼 수 있지만 밖에서는 내부가 안보이고 좌석을 감싸고 있는 파티션의 높이를 높여 프라이버시가 보장되는 개인 룸 형식의 좌석이다,각 좌석의 제작 비용은 2억 4천만원에 달한다고 알려졌다."코스모 스위트"시트는 좌석 명품화의 일환으로 칸막이 설치로 프라이버시가 보장과 자유로운 독립된 개인 공간을 제공된다는 점이 장점이다. 또한 각각 좌석이 넓은 폭으로 설계되어 있어 편안하게 여행을 할 수 있다.

### 프레스티지석

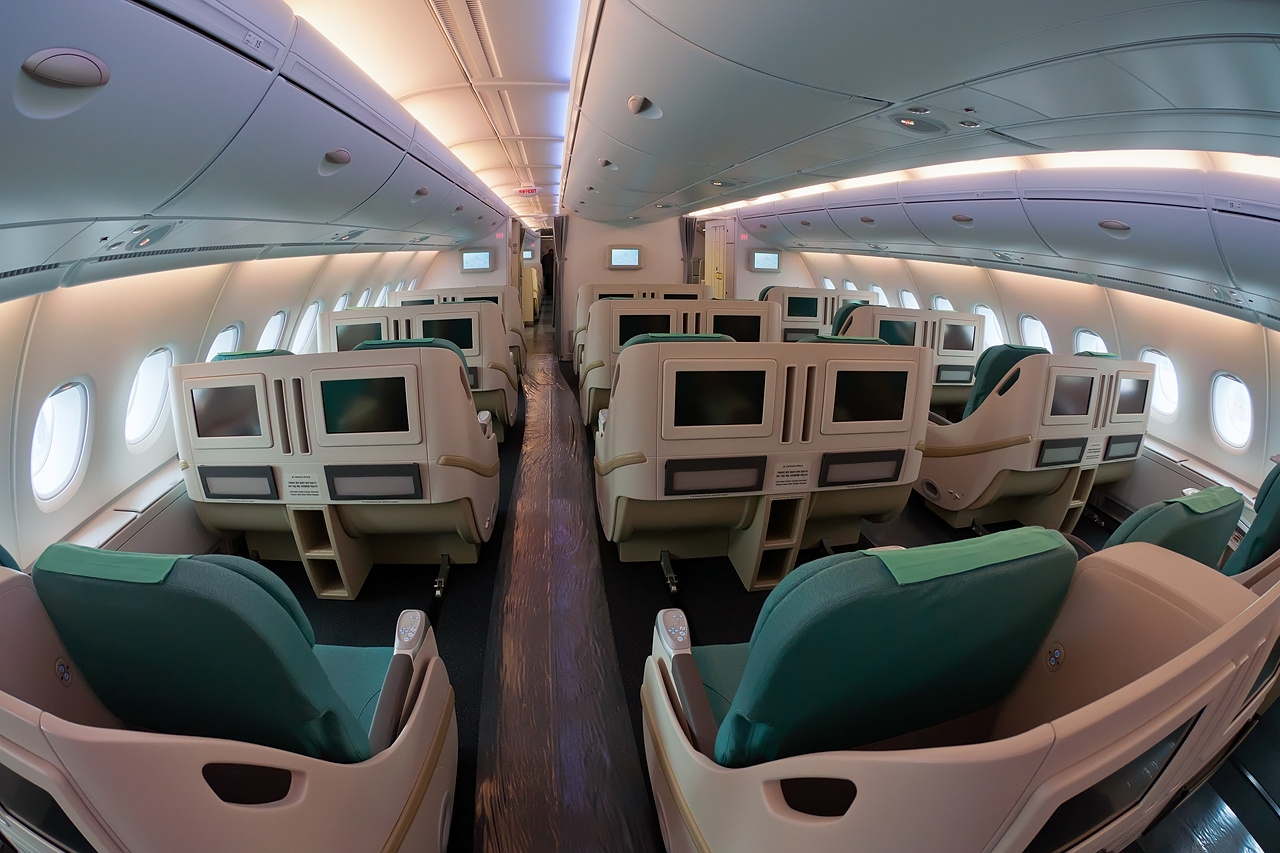
에어버스 A380-800의 프레스티지석

일반적으로 비즈니스석이라고 불리는 2등석은 대한항공에서는 프레스티지 클래스라고 칭해지며, 1980년대 미주노선 비즈니스 사용자를 위하여 생겨났다.네 종류의 프레스티지 석이 있으며, "프레스티지 스위트 시트", "프레스티지 슬리퍼 시트", "프레스티지 플러스 시트", "프레스티지석"으로 분류된다. "프레스티지석" 은 123도 젖혀지고 앞뒤좌석간격이 1.5미터로 넓고 편안한 서비스를 제공한다. 프레스티지 플러스 시트는 2006년 새로 도입된 좌석으로 개인 프라이버시를 보장하는 칸막이가 설치되었고 좌석이 170도까지 젖혀지며, 비행기 좌석 고급화의 일환으로 설치되었다. B777-200ER기종에서 서비스 중이다. "프레스티지 슬리퍼 시트"는 2009년부터 설치가 시작되었다. 좌석이 180도로 젖혀지고 앞뒤 간격이 기존 프레스티지석보다 36cm 더 넓다.
"프레스티지 스위트 시트"는 2014년부터 설치가 시작되었으며 기존 프레스티지석보다 LCD 모니터가 더 크고 Apex Suite사의 제품을 차용하여 창측에 앉아도 통로로 직접 접근이 가능하게 설계되었다. 2022년 신기종 A321neo에 새로운 "프레스티지석 슬리퍼"좌석이 장착되었다.

### 일반석

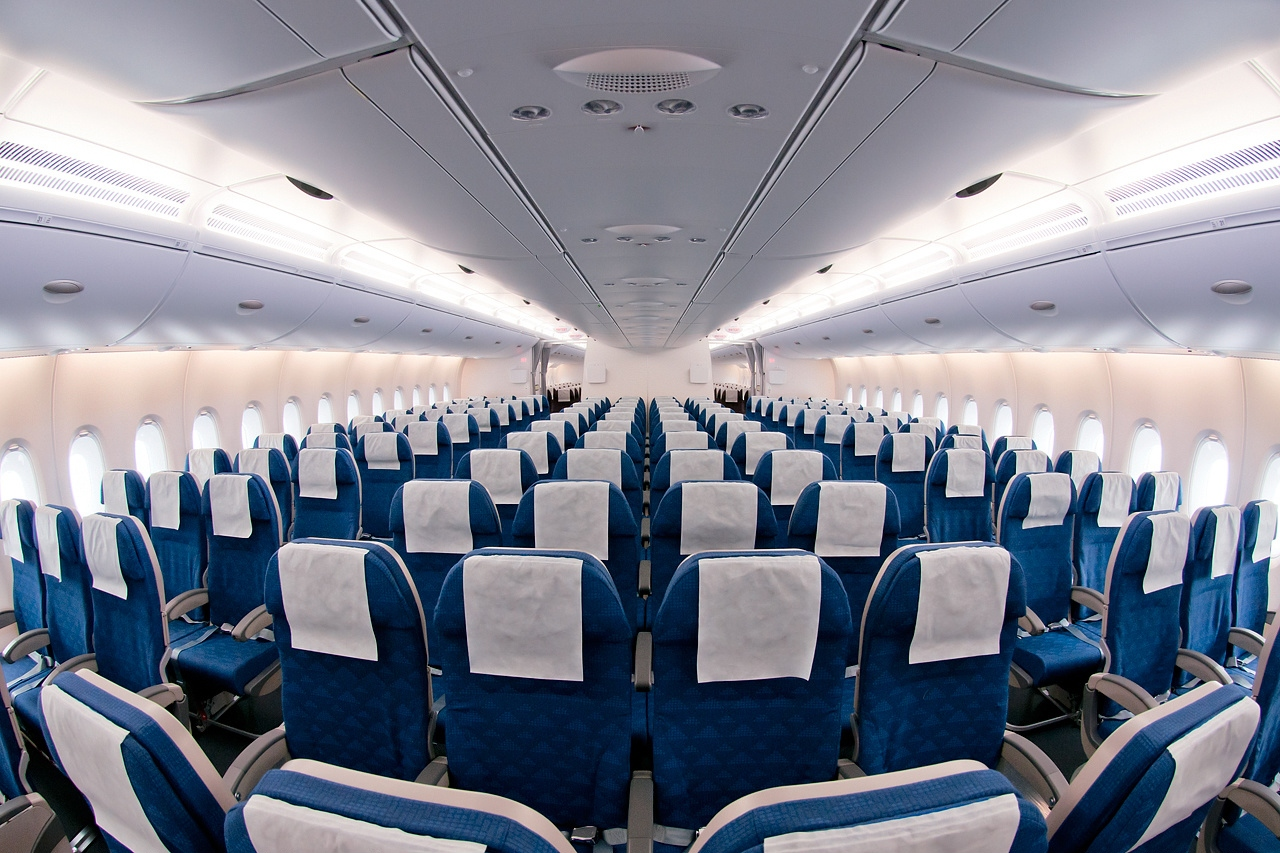
에어버스 A380-800의 일반석

대한항공 일반석의 경우 IFE(기내 엔터테인먼트)의 대표격인 개인용 디스플레이가 2000년대에 와서야 장착되어, 타 항공사에 비해 한 발 늦게 시작하였다. 하지만 AVOD 서비스로 선도격인 IFE를 제공함으로써 이를 무마하고 있다. 하지만 아직까지도 일부 단거리노선(일본, 중국, 동남아 일부노선)에서는 이 서비스가 제공되지 않는다. 특히 에어버스 A330 기종의 경우 내부 인테리어는 바꿨음에도 불구하고 개인용 디스플레이는 장착하지 않았었으나, 2010년을 기점으로 개조되기 시작하였다. 에어버스 A220-300, 보잉 737 MAX 8 기종은 무선 엔터테인먼트 beyond M 을 제공한다. "뉴 이코노미"는 보잉 737-900ER, 보잉 777-200ER, 보잉 777-300, 보잉 777-300ER, 에어버스 A330-200와 에어버스 A330-300, 에어버스 A380-800 전좌석에 장착완료되었으며 좌석 뒷면을 슬림화해 앞뒤 공간을 확보했고 등받이를 뒤로 기울일 경우 방석 부분이 앞으로 이동하도록 설계해 앞 사람의 움직임으로부터 방해를 받지 않도록 했다. 에어버스 A220-300에 새로운 이코노미 플러스를 장착하였지만 2019년 폐지하였다.

### 신 기재 설치 진행 및 투입노선
2013년 2월 모든 대한항공의 항공기에 새로운 CI가 적용된 시트커버로 교체하는 작업을 완료하였다. 단 단거리용 B737-800 과 B737-900, A220-300, B737 MAX 8을 제외한 나머지 모든 기종은 개인용 디스플레이 (AVOD)가 장착되어 있다.
현재 국내선 그리고 일부 B737-800 과 B737-900이 투입되는 항공편을 제외하고는 모든 항공편이 AVOD 사용이 가능하다. 2009년부터 도입된 "코스모 스위트", "프레스티지 슬리퍼", "뉴 이코노미" 설치 현황과 투입 노선은 좌석 등급참고
2017년 10월부터 에어버스 A220-300 기종에 "이코노미 플러스"를 설치하였으나 수익성 부족으로 2019년 6월 10일부터 이코노미 플러스를 폐지하고 이코노미석으로 모두 통일화하였다.

## 보유 기종

대한항공 화물 로고

현재 대한항공은 보잉과 에어버스 기체를 모두 이용 중으로 협동체기는 에어버스 A220과 보잉 737 Next Generation을 운용하고 있으며, 2015년에는 에어버스 A321neo 항공기를 주문했다. 초대 회장인 조중훈 회장은 아시아권 최초로 A300을 도입하여 에어버스의 비유럽권 판로를 개척한 공로로 프랑스 정부에서 레지옹 도뇌르 훈장을 받았다.
A380, B787 등의 신형 항공기들이 도입되면서 보잉 747-400은 2020년까지 순차적으로 퇴역하여 보잉 747-8I와 보잉 777-300ER 항공기로 대체되었다. 또한 약 13조원을 투입하여 60여대의 신형 항공기를 주문하였는데 2015년 6월 파리 에어쇼에서 보잉 737 MAX 8 30대 (확정구매 30대, 옵션구매 20대)와 에어버스의 A321neo 30대(확정구매 30대, 옵션구매 20대)의 100대의 항공기 도입 계약을 체결하였고 2020년부터 2025년까지 순차적으로 도입될 예정이다.
2018년 제주에서 개최된 아시아-태평양 항공사 연례 총회에서 조원태 회장은 노후된 일부 에어버스 A330, 보잉 747-400, 보잉 777기를 대체하기 위한 대체 기종 후보로 보잉 777X와 보잉 787 드림라이너을 유력하게 고려 중이라고 밝혔으며, 에어버스 A350 XWB도 후보 기종으로 고려하고 있다고 밝혔다. 그리고 이에 따라 대한항공은 2019년 6월에 열린 파리 에어 쇼에서 보잉 787 드림라이너의 추가 주문을 체결했다.

### 현재 사용하는 기종
- 현재 보잉과 에어버스의 기종을 모두 보유하고 있으며, 2025년 7월 현재 비즈니스 항공기, 훈련기를 포함한 170여대의 항공기를 보유하고 있으며 평균 기령은 약 11.5년이다.[58][59][60]

### 퇴역 기종
- 대한항공은 과거 1969년 민영화 이래 다음의 항공기들을 보유, 운용하였다.[98][99][60][100][101]

## 수상
- 1998년 Mercury Award: Bibimbab (IFSA 수여 기내식 상 Mercury Award - 비빔밥)[119]
- 2000년 ‘Business Traveller’ No.1 Frequent Flyer Program, Economy Class (최고 마일리지 프로그램,최고 일반석 1위)[119]
- 2003년
  - ‘Business Traveller’ Best Cellar in the Sky (2nd consecutive year)[120]
  - ATW Cargo Airline of the Year (ATW :Air Transport World 선정 최고 항공 화물 항공사)[120]
- 2004년 Business Traveller 2004 Cellars in the Sky: Best Business and First Class Wine (최고 비즈니스클래스 및 퍼스트클래스 와인 부분 1위)[120]
- 2005년
  - World’s top commercial airline cargo operation (IATA ranking, 1st year) 세계 항공화물 수송 1위 (IATA 집계순위)[120]
  - Boeing: ‘Outstanding Dispatch Reliability’ Award (보잉사 수여 운항 신뢰도 우수상)[120]
  - Airbus: ‘Operational Excellence’ Award (에어버스사 수여 ‘우수 운항상)[120]
  - IOSA Certification (IATA의 항공 안전 검사) 인증 획득[120]
- 2006년
  - ‘PAX International’: Airline of the Year Food Services for 2006 (‘2006 아시아 우수 기내식서비스 항공사’)[121]
  - Time Readers’ Travel Choice Awards 2006: No. 1 for Best First/Business Class and Best Frequent Flyer Program[121]
  - ‘Overhaul and Maintenance’ MRO Asia Awards: Asia-Pacific Airline of the Year (아태지역 최고 항공사 선정)[121]
  - World’s top commercial airline cargo operation (IATA ranking, 2nd year)세계 항공화물 수송 1위 (IATA 집계순위, 2년 연속)[121]
  - UK’s Priority Pass: Korean Air Lounge at Incheon Airport No.1 in Asia Pacific (영국 Priority Pass사 선정 아태지역 최고 라운지)[121]
  - Mercury Award: Bibimguksoo (Spicy Korean Noodles)(IFSA 수여 기내식 상 Mercury Award - 비빔국수)[121]
  - Airbus: A330 Operational Excellence Award (Airbus사 수여 A330 최우수 운항상)[121]
  - ATW Phoenix Award (항공월간지 ATW 수여 Phoenix상 - 21세기 들어 가장 성공적인 변신을 이룩한 항공사에 수여하는 상)[121]
- 2007년
  - U.S Business Traveler, Asia Pacific‘s Best Business class awards (美 비즈니스 트래블러, 아태지역 최고 비즈니스 클래스상)[121]
  - U.K Business Traveler, Took the first ranking in Business class white wine (英 비즈니스 트래블러, 비즈니스 클래스 화이트 와인 부문 1위)[121]
  - Mercury Awards: Gold Medal for On-Board Service Air (머큐리상: 기내 서비스 부문 금상)[121]
  - U.K. OAG ‘Airline of the Year’: Best Economy Class Award (英 OAG ‘올해의 항공사상’: 최우수 이코노미 클래스 상)[121]
  - U.S BoeingCompany: ‘Best Business Partner’ Award (美 보잉社: ‘최우수 사업파트너’상)[121]
  - Skytrax World Airline Awards: Best Economy Class (Skytrax 社 최우수 이코노미클래스(Best Economy Class) 운영 항공사)[121]
  - World Airline Entertainment Association’s (WAEA) 2007 Avion Awards‘Best Achievement in In Flight Entertainment’ Top 3[121]
  - 2007 Readers’ Choice Travel Survey: ‘Best Airline in Asia’(여행월간지 Business Traveler 아시아 최고 항공사 상)[121]
  - Best Transpacific Business Class’(아시아행/태평양노선 최고 비즈니스클래스 상)[121]
- 2008년
  - 美 ‘인사이드 플라이어’誌 주관 ‘프레디 어워드’ 2개 부문 수상(베스트 회원 커뮤니케이션’ 부문, 베스트 고객 서비스’ 부문)[121]
  - Business Traveller '(비지니스 클래스 부분) 태평양 횡단노선 운용 항공사 중 최고 항공사' '최고의 아시아 항공사' 등[121]
- 2009년
  - World Traveller 선정 '중국인이 가장 선호하는 외국 항공사'[121]
  - PAX Readership Awards '2009 글로벌 어워드 대상'[121]
  - TTG Travel Award '올해의 북아시아 항공사'[121]
- 2011년
  - 일본 능률협회 선정 '글로벌 고객만족도(GCSI)' 항공 여객 운송서비스 부문 1위
  - 한국 HRD 협회 선정 '인적자원개발 경영종합대상(Best HRD Award)' 수상 (4년 연속)[121]
  - 중국 '월드 트래블러' 誌 주관 '2011 월드 트래블 어워드' 최고 기내식 항공사 선정
  - 중국 여행전문지 ‘내셔널 지오그래픽 트래블러 시상식에서 동북아 최고 항공사 선정[122]
  - 대한항공, 한국광고학회가 선정한 '올해의 브랜드' 선정[123]
  - 대한항공, 에어버스 선정 에어버스 A300-600 최우수 운항상 수상[124]
  - 대한항공, 동팡자오바오(Oriental Morning Post) 주관 '월드 트래블 어워드 2011’에서 ‘세계 최고 항공사상 수상[125]
  - 대한항공, 여행전문지‘글로벌 트래블러(Global Traveler)’가 주관하는 ‘글로벌 트래블러 테스티드 어워드(GT Tested Awards)' 서 동북아 최고 항공사 수상[126]
  - 국토해양부 선정 올해의 안전 우수 항공사[127]
- 2012년
  - 한국광고협회 주관 광고대상 총3개부분 6개수상[128]
  - DFNI 글로벌 어워즈 ‘세계 최고 신규 면세품 영업장’수상
- 2013년 에어버스 A380 항공기 최우수 운항상
- 2014년
  - 2014 국방품질경영상 대통령 표창
  - 에어버스 A380 항공기 최우수 운항상(2연속)
  - 2014 글로벌고객만족도(GCSI) 항공여객운송서비스 1위(10연속)

## 사건 및 사고
냉전 시대를 거쳐오면서, 대한항공은 이와 관련된 수 차례의 사고를 경험하였다. 특히 1970년대 말과 1980년대 초에는 사고적인 소련 영공의 침범과 괌에서의 2차례의 대참사를 입은 바 있다. 소련 영공 침범으로 모든 탑승객이 목숨을 잃는 참사였던 대한항공 007편 격추 사건과 소련 영공 침범으로 인해 호수에 불시착한 대한항공 902편 격추 사건, 괌에서 조종사의 실수로 발생한 대한항공 801편 추락 사고 등의 사건들로 인해 대한항공의 위상과 신뢰도가 땅으로 떨어지기도 했었다.
대한항공은 정부의 지원으로 설립되어 다양한 산업 분야에 진출한 대기업으로, 한국 재벌 체계의 전형적인 예 중 하나다. 1946년에 대한국민항공사로 설립되고 1969년 민영화된 때부터, 사실상 대한항공은 1988년, 아시아나항공이 설립되기까지 국내 유일의 민간 항공사였다. 1969년의 대한항공의 민영화 과정은 군사정변으로 권력을 장악한 군 출신 대통령 박정희에 의해 지원되었고, 항공사의 전매권은 20년 동안 보호되었다. 재벌 분야를 확장한 후, 대한항공의 부회사는 해양과 육로 운송 업무, 호텔, 무엇보다도 부동산을 포함하며, 이전 분야는 증권 중개 사업 중 중공업, 여객 수송, 건설업을 포함했다.

## 후원
- 1986 서울 아시아 경기대회
- 1988 서울 하계 올림픽
- 1988 서울 하계 패럴림픽
- 드라마 파일럿
- 2002 부산 아시아 경기대회
- 2014 인천 아시아 경기대회
- 2018 평창 동계 올림픽
- 2018 평창 동계 패럴림픽
- 2019 안산국제거리극축제
- KAL컵 코리아 오픈
- 대한항공 스타리그 2010
- 드라마 여우각시별

## 같이 보기
- 한진그룹 - 모회사
- 진에어 - 자회사
- 아시아나항공 - 자회사
- 나보이 국제공항 - 위탁운영
- 인천국제공항 - 허브공항
- 스카이팀 - 동맹체

## 사진

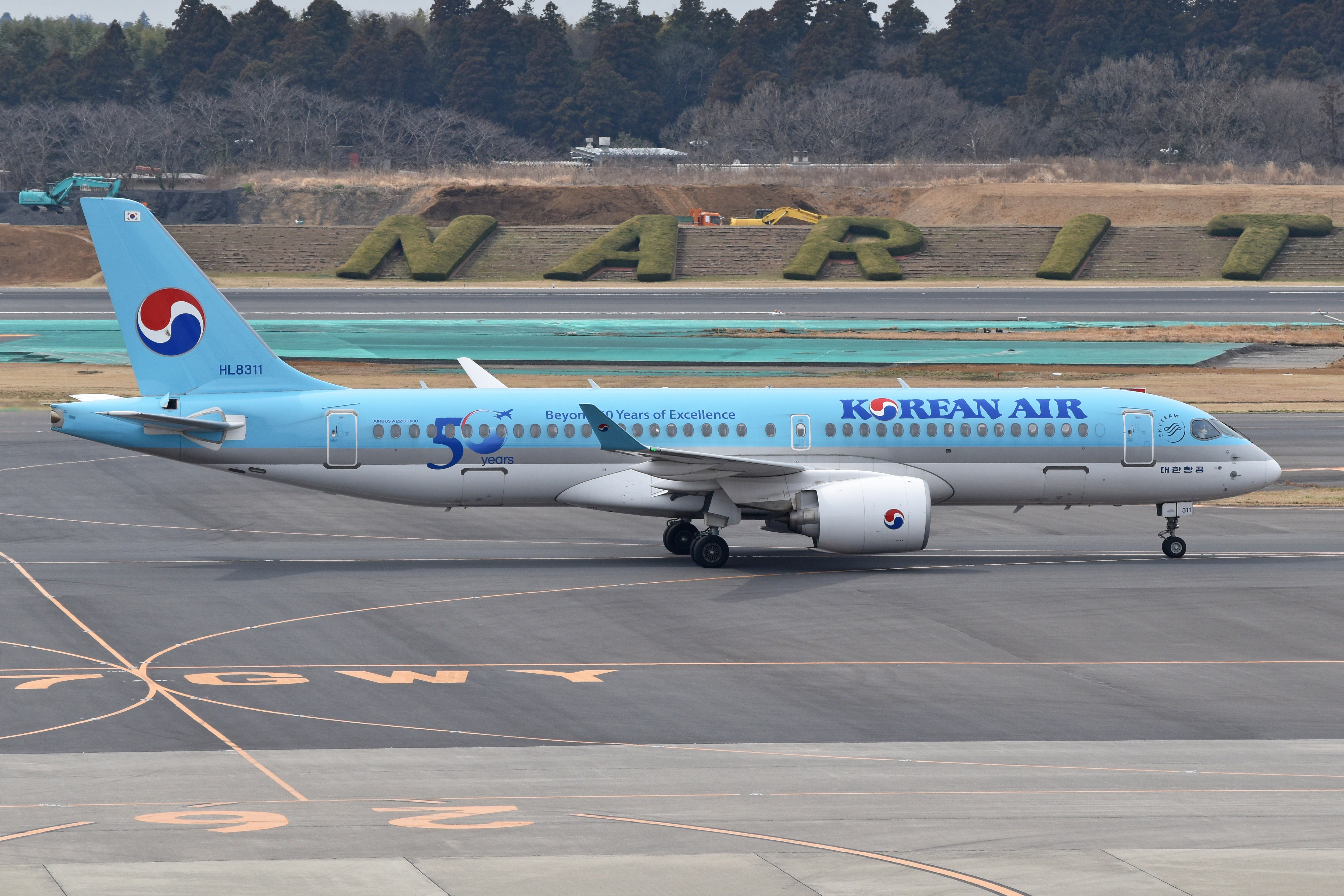
창립 50주년 특별도장을 적용한 대한항공의 에어버스 A220-300
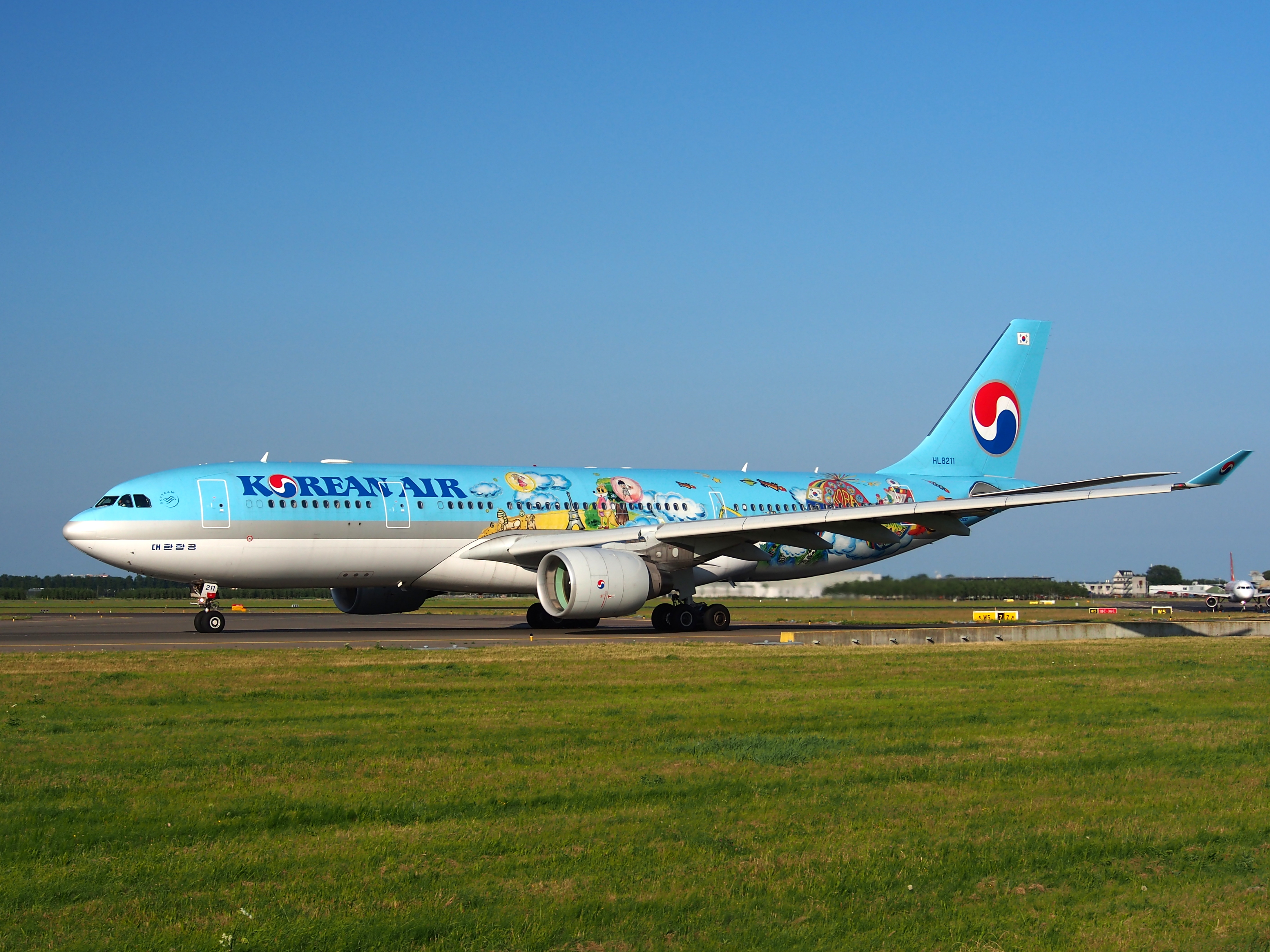
내가그린 비행기 특별도장을 적용한 대한항공의 에어버스 A330-200
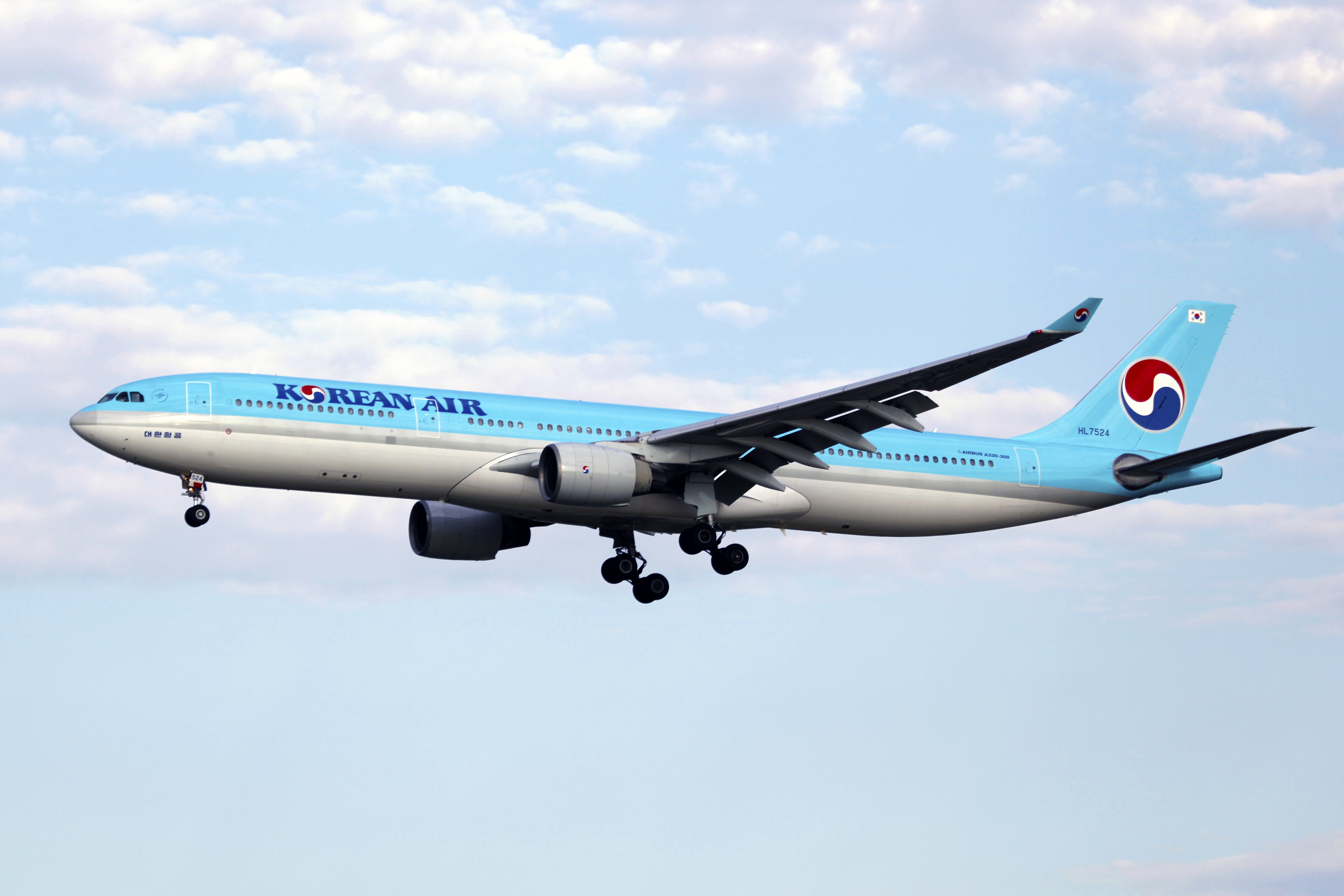
대한항공의 에어버스 A330-300
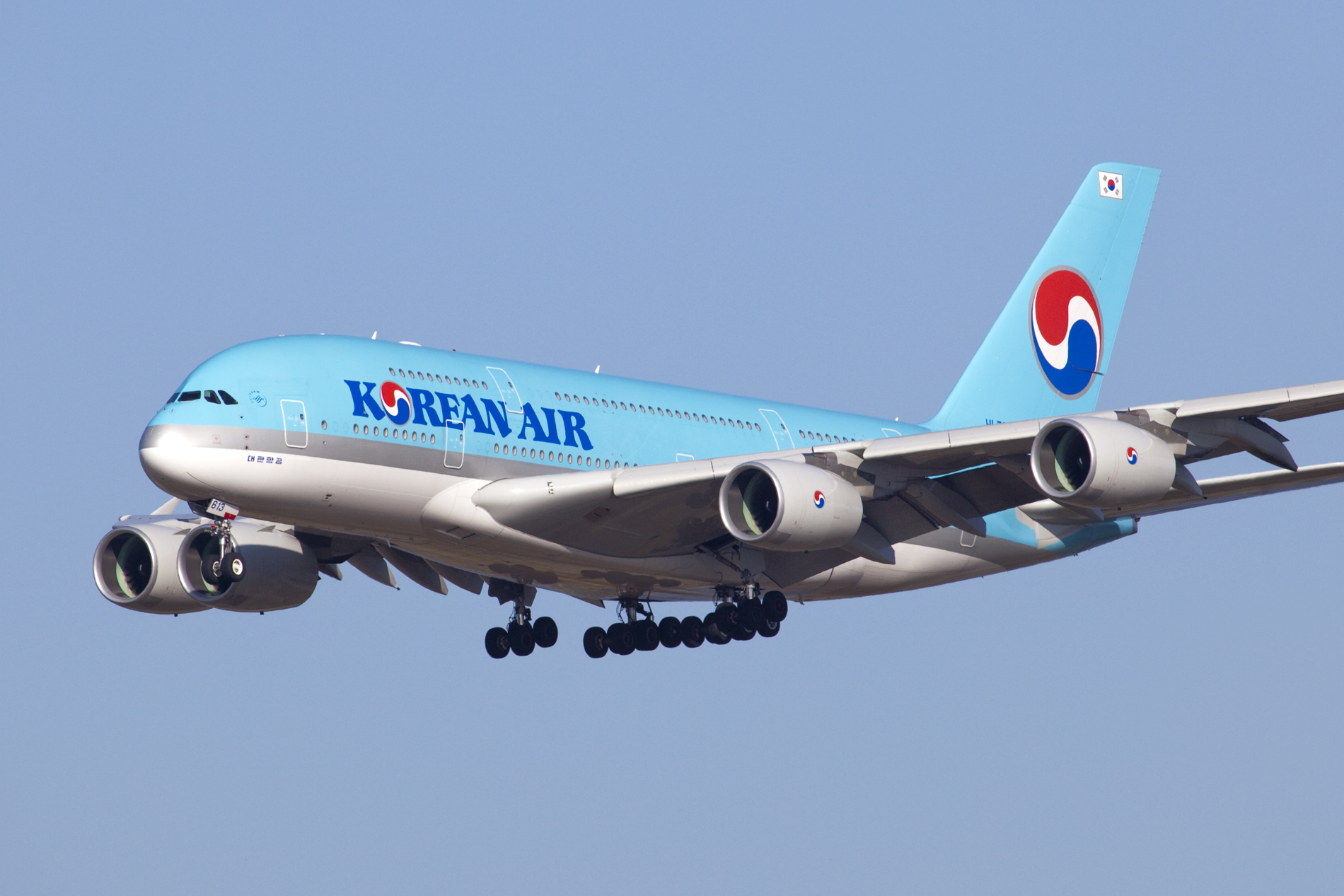
대한항공의 에어버스 A380-800
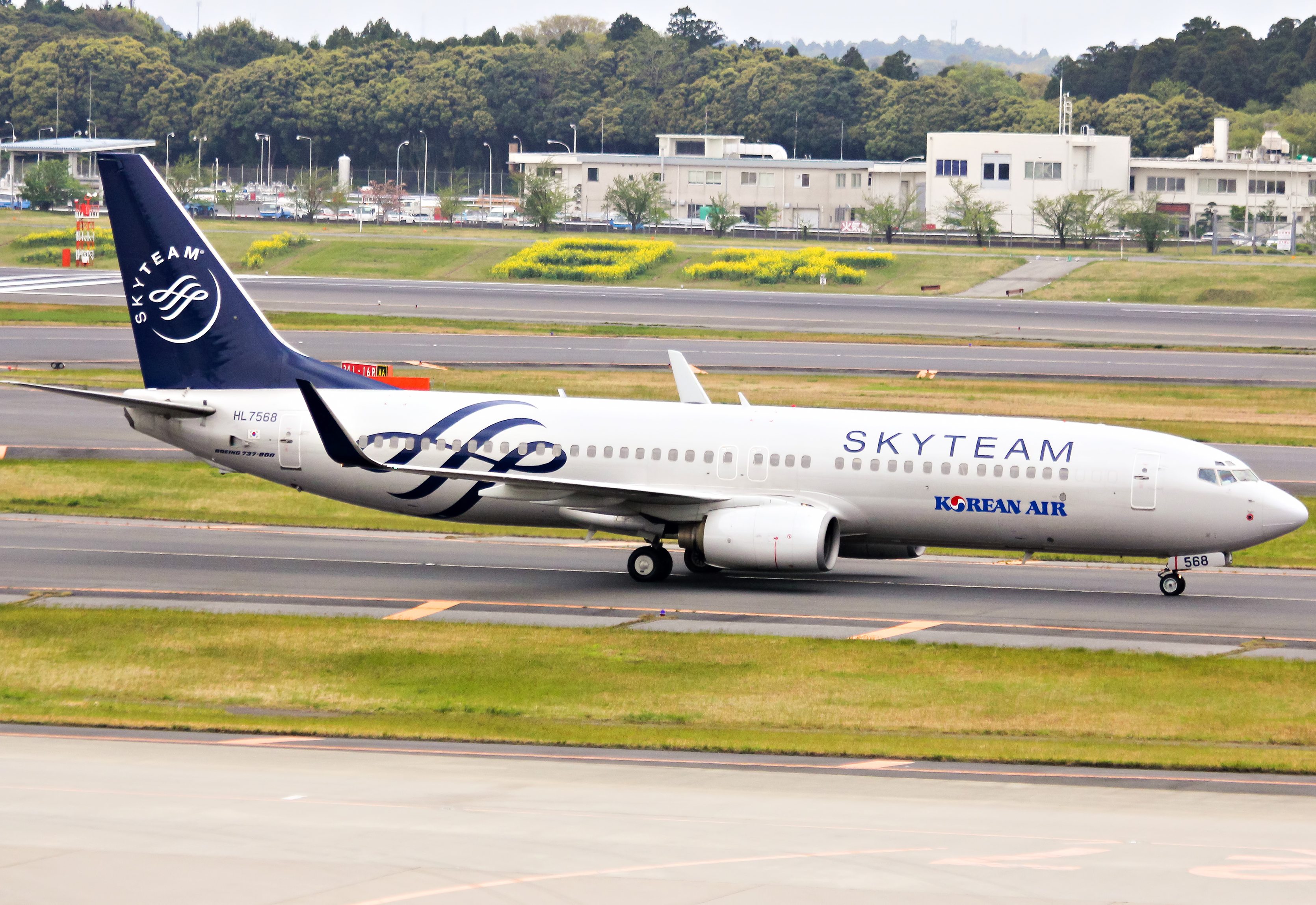
스카이팀 도장을 적용한 대한항공의 보잉 737-800
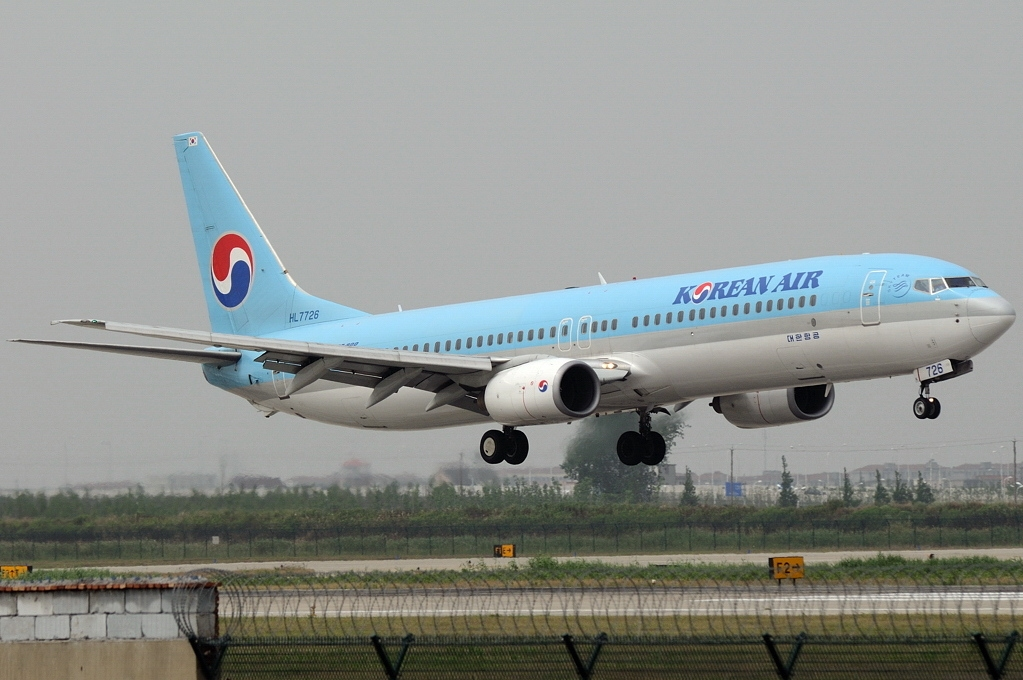
대한항공의 보잉 737-900
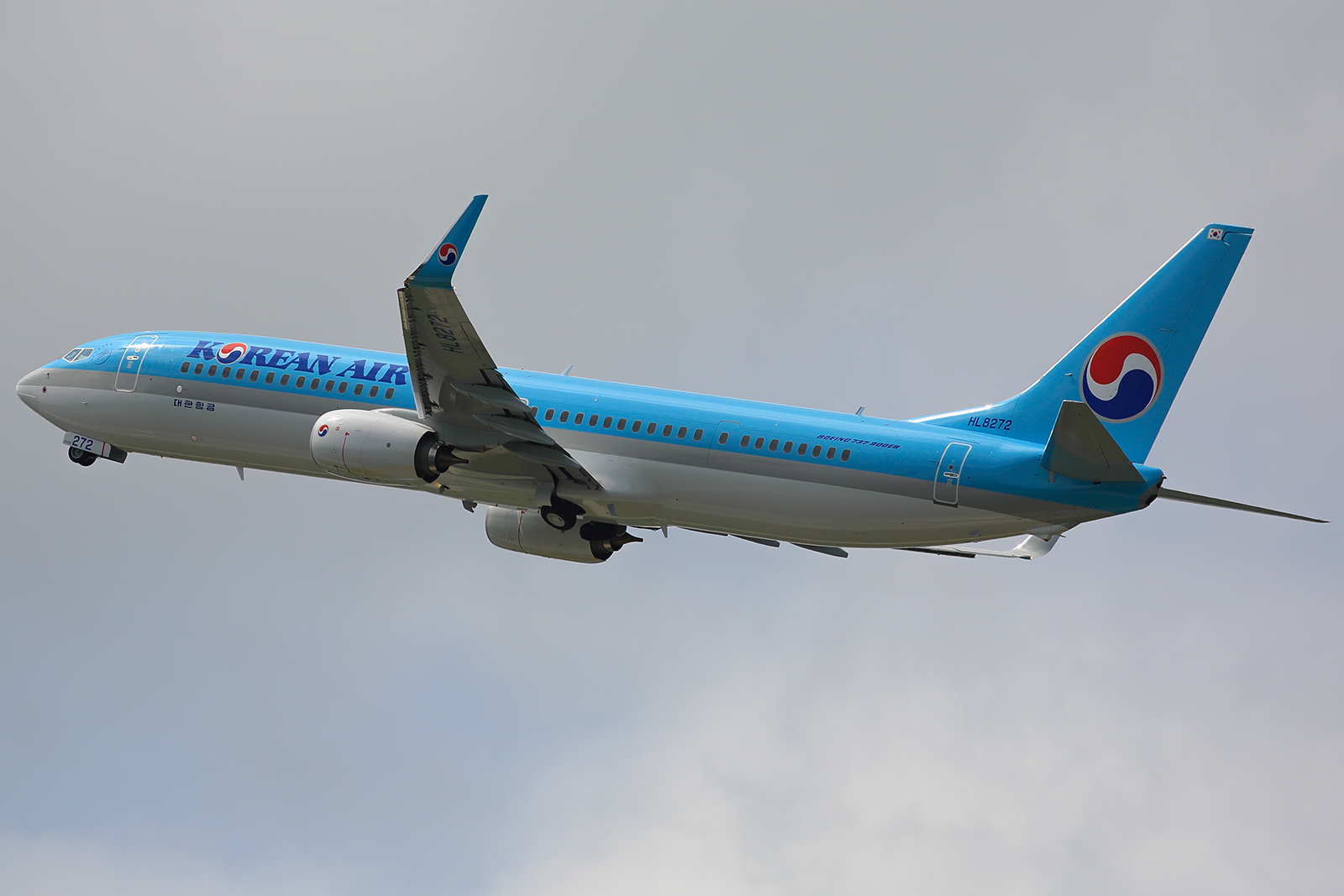
대한항공의 보잉 737-900ER
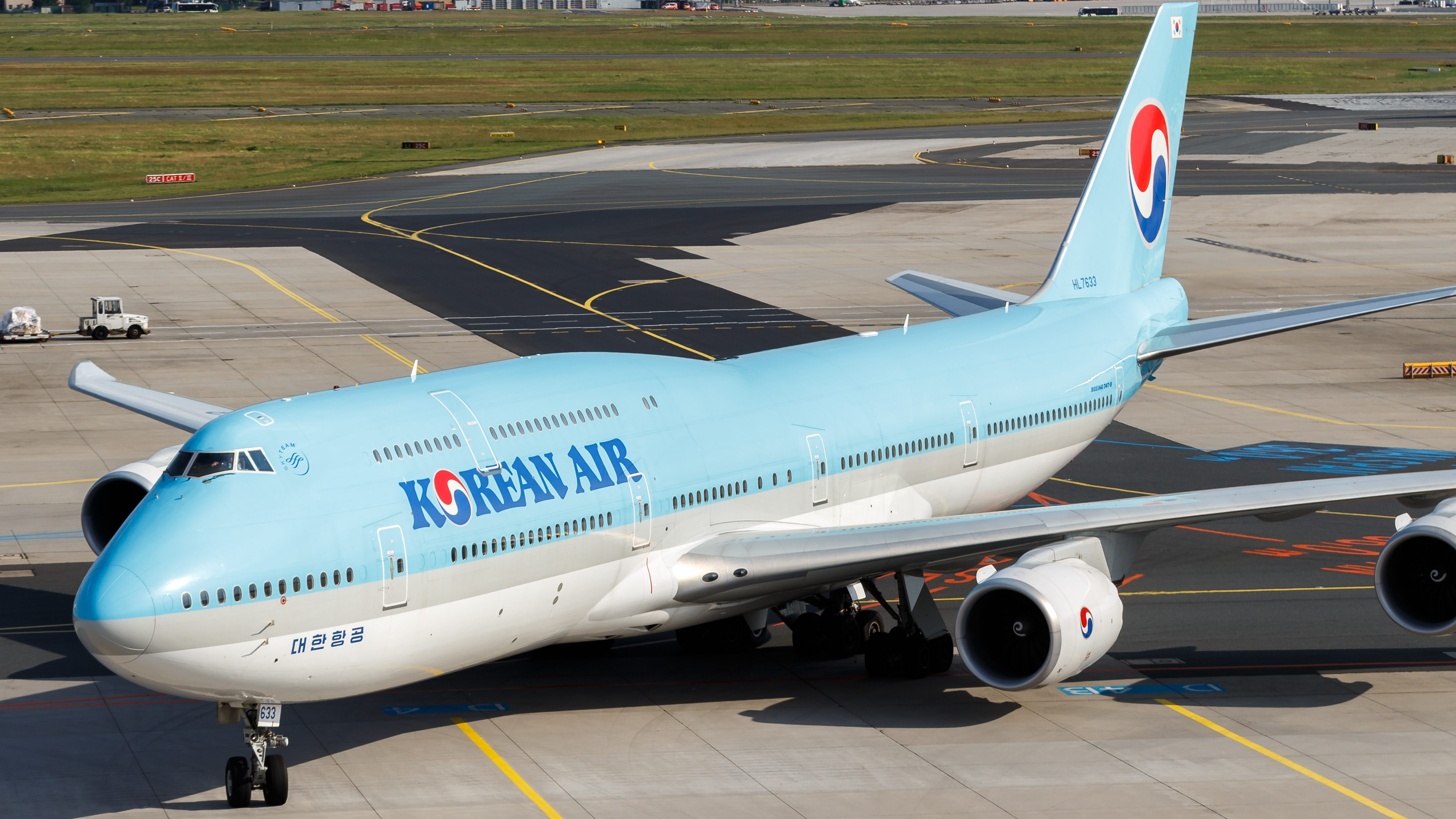
대한항공의 보잉 747-8i
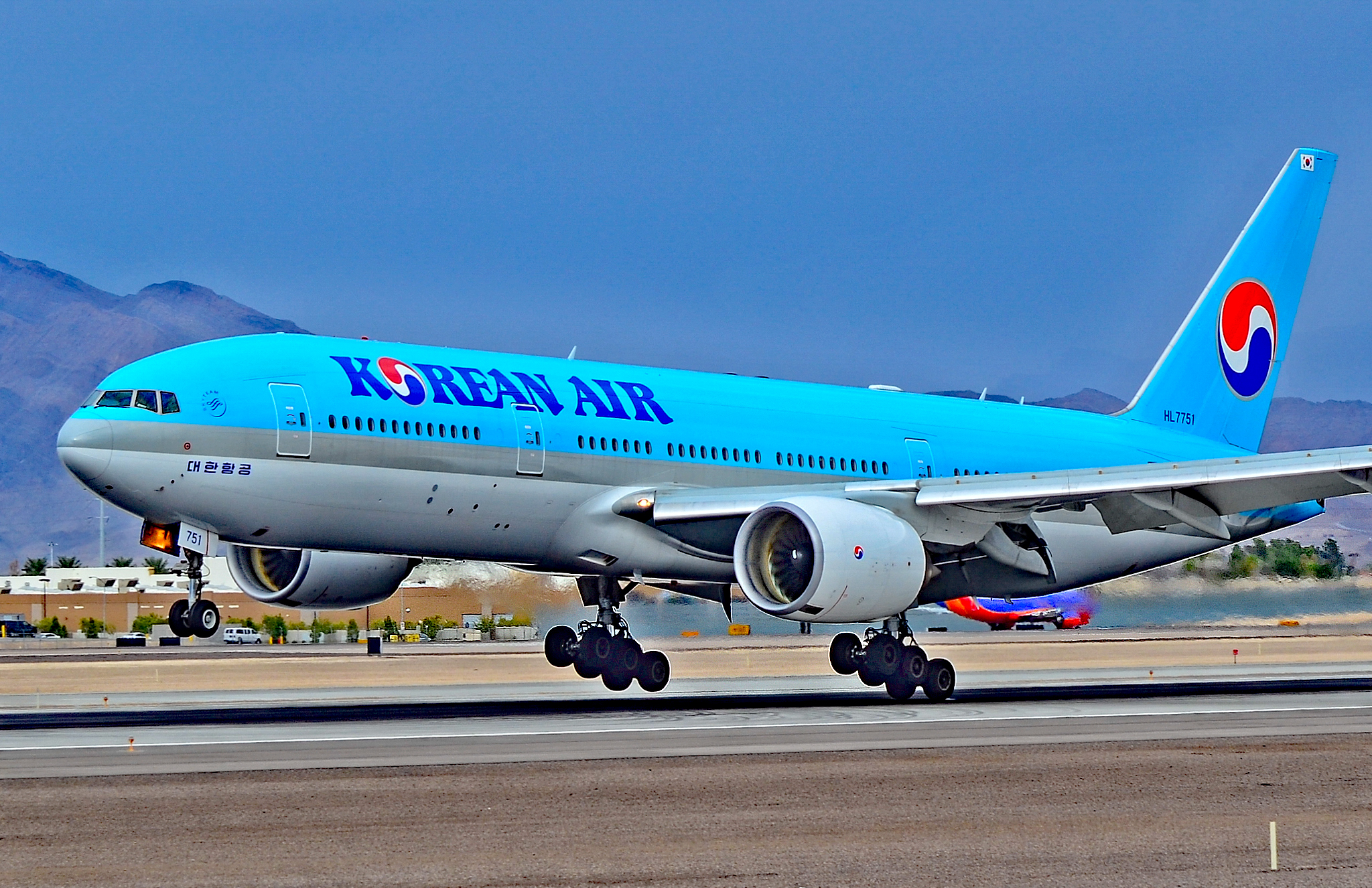
대한항공의 보잉 777-200ER
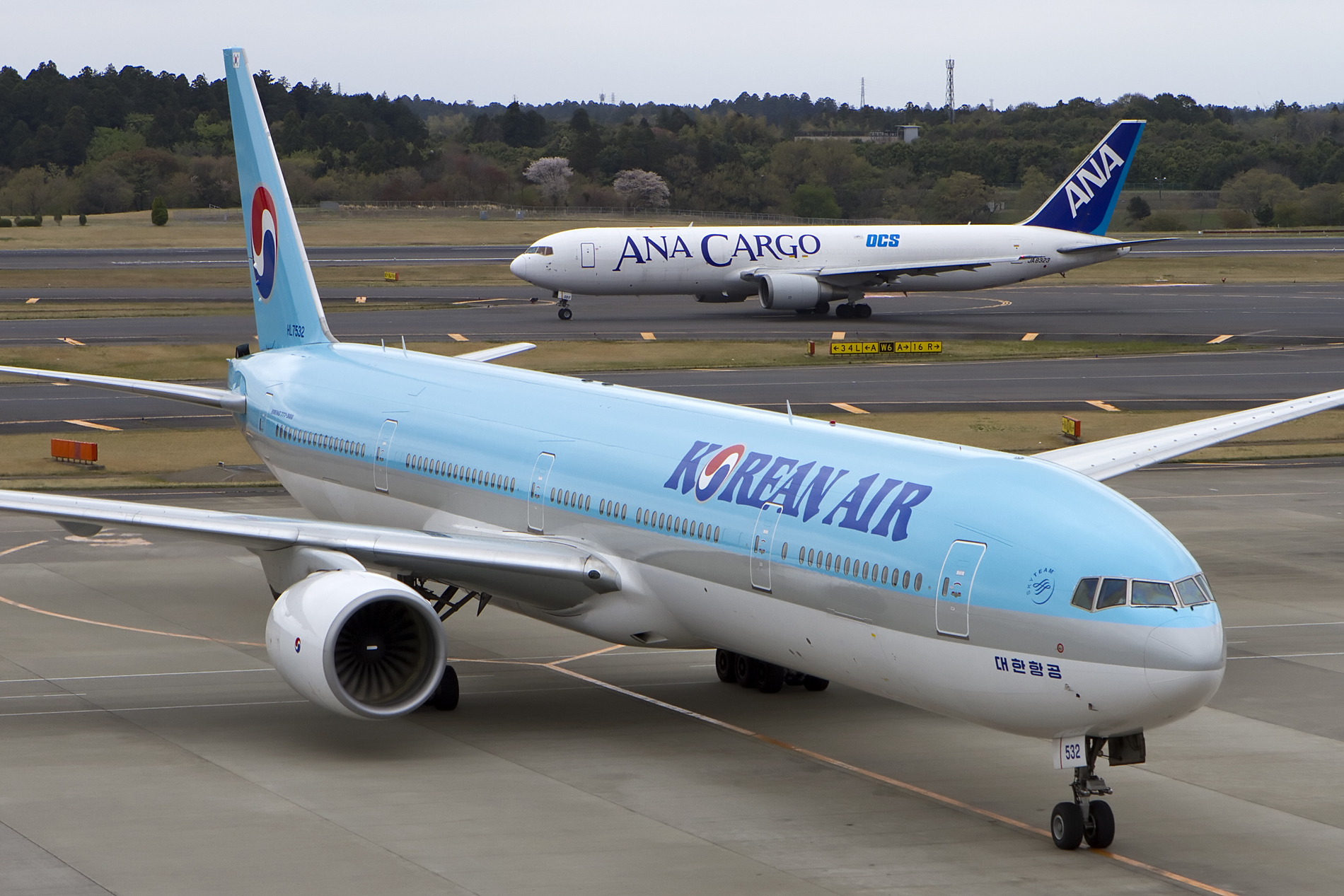
대한항공의 보잉 777-300
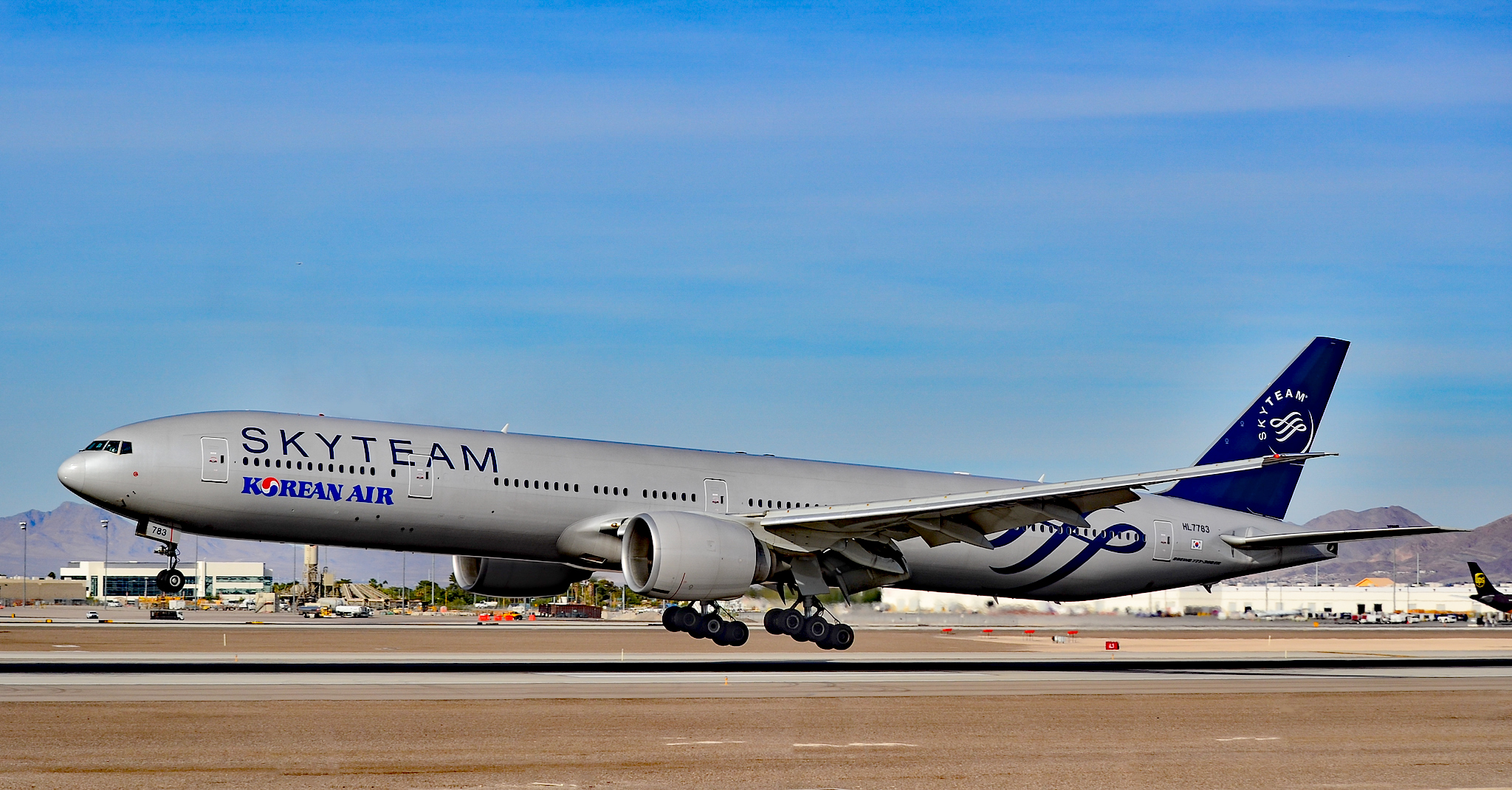
스카이팀 도장을 적용한 대한항공의 보잉 777-300ER
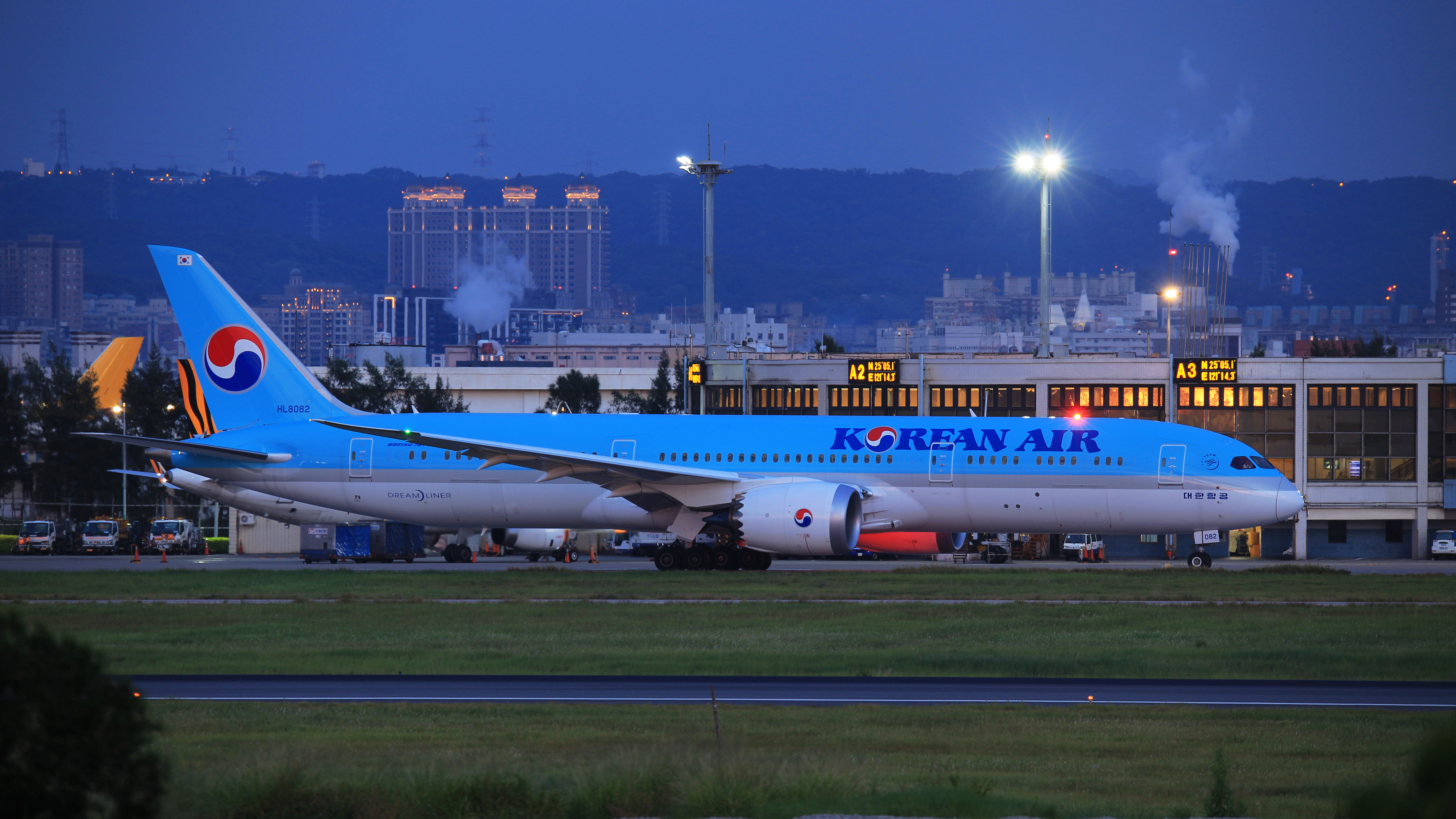
대한항공의 보잉 787-9

## 같이 보기
- 대한국민항공